# ساندرو ریسی
ساندرو ریسی (به پرتغالی: Sandro Ricci) (زاده ۱۹ نوامبر ۱۹۷۴) داور فوتبال اهل برزیل است
وی از سال ۲۰۱۱ وارد لیست بین‌المللی فیفا شده است و سابقه قضاوت در جام باشگاه‌های جهان ۲۰۱۳ را دارد، وی یکی از داوران جام جهانی فوتبال ۲۰۱۴ نیز می‌باشد.